# Ветлечебница (Верхотурье)
Ветлечебница — архитектурный памятник, расположенный в городе Верхотурье, Свердловской области.
Решением Совета народных депутатов № 75 от 18 февраля 1991 года присвоен статус памятника архитектуры регионального значения.

## Архитектура
Размещена на северо-восточной окраине города на красной линии улицы Воинской.
Включает два приставленных друг к другу разновременных обшитых сруба — северо-восточный (1900-е гг.) и юго-западный (1910-е гг.). Оба сруба перекрыты единой крещатой кровлей.
Уличный юго-восточный и дворовой северо-западный фасады асимметричные трехчастные. Центральные части, отмеченные парой фигурных зашитых перерубов, увенчаны щипцами с вынесенной стропильной конструкцией. Её бабка выведена над коньком в виде граненого шпиля. Простенки перерубов прорезаны проемом - оконным на уличном фасаде и дверным со двора.
Оконный проем с шипцовой перемычкой и с «пламенеющим» резным гребнем над ленточным наличником.
Боковые части фасадов прорезаны по одному, по два и по три прямоугольными проемами в простых ленточных наличниках.
Фасады с торцов - на два и на три окна, завершены треугольными щипцами.
В плане каждый сруб, решённый как четырёхстенная изба, имеет отдельный вход со двора. В юго-западном срубе помещение при входе сообщается на две противоположенные стороны.
Редкий для Верхотурья образец архитектуры модерна. Отличается своеобразной трактовкой деревянного фасадного убранства.